# فورست لوكاس
فورست لوكاس (بالإنجليزية: Forrest Lucas)‏ هو شخصية أعمال أمريكي، ولد في 1942 في Ramsey, Indiana ‏ في الولايات المتحدة.